# Újbuda
Újbuda – dzielnica stolicy Węgier, Budapesztu. W miejskiej numeracji administracyjnej oznaczona numerem XI.

## Położenie
Dzielnica Újbuda znajduje się w budzińskiej części miasta, na południe od bezpośredniego centrum miasta. Od północy graniczy z dzielnicami Hegyvidék oraz Várkerület, zaś od południa z dzielnicą Budafok-Tétény.

## Nazwa
Nazwa Újbuda oznacza w języku węgierskim „Nowa Buda”.

## Historia
Dzielnica powstała w wyniku wyodrębnienia z dotychczasowej I dzielnicy w 1934 roku.

## Osiedla
W skład dzielnicy wchodzą osiedla:
- Albertfalva
- Dobogó
- Gazdagrét
- Gellérthegy (część)
- Hosszúrét
- Infopark
- Kamaraerdő
- Kelenföld
- Kelenvölgy
- Kőérberek
- Lágymányos
- Madárhegy
- Nádorkert
- Őrmező
- Örsöd
- Péterhegy
- Pösingermajor
- Sasad
- Sashegy (część)
- Spanyolrét
- Szentimreváros

## Współpraca
- Ruse, Bułgaria
- Praga 5, Czechy
- Trogir, Chorwacja
- Ustroń, Polska
- Bad Cannstatt, Niemcy
- Sânzieni, Rumunia
- Târgu Mureș, Rumunia
- Trstice, Słowacja
- Ada